# Lars Riedel
Pour les articles homonymes, voir Riedel.
 (septembre 2017).
 (décembre 2022).
Lars Peter Riedel, né le 28 juin 1967 à Zwickau, est un athlète allemand, spécialiste du lancer du disque, champion olympique en 1996 à Atlanta, champion d'Allemagne neuf fois, quintuple champion du monde entre 1991 et 2001. 

## Biographie
Originaire de la ville de Chemnitz en République démocratique allemande (RDA), Lars Petre Riedel était vendeur d'ordinateurs avant de devenir sportif de haut niveau.  
Cet athlète allemand a notamment souffert de problèmes de dos en 1994, d'une déchirure musculaire en septembre 1997 et d'une infection virale au printemps 1998.
En 1999, aux mondiaux de Séville, il finit à la troisième place alors qu'il est quadruple tenant du titre après des victoires en 1987, 1991, 1993, 1995.
En 2000, celui qui a été surnommé "le seigneur de l'anneau", ce cercle d'où les athlètes catapultent leur disque, est battu aux Jeux olympiques d'été de 2000 de 80 centimètres par le Lituanien Virgilijus Alekna. 
Il prend sa revanche l'année suivante aux Mondiaux d'Edmonton en 2001. Il devient champion du monde pour la cinquième fois.
Aux Mondiaux de Paris en 2003, il échoue dans la quête d'un sixième titre mondial, son jet à 66,28 m ne lui permet pas de monter sur le podium.
Il ne parviendra jamais à décrocher le record du monde de la discipline, détenu par son compatriote Jurgen Schult avec 74,08 m depuis 1986. Le record personnel de Riedel se situe à 71,50 m, établi en 1997.
En 2007, à l'âge de 40 ans, Lars Riedel lance à plus de 70 m à l'entraînement (ce qui constituerait la 3e meilleure performance mondiale de l'année, derrière Alekna et Gerd Kanter), mais se blesse le grand dorsal et doit mettre un terme à sa saison.
Le 2 juillet 2008, Lars Riedel annonce qu'il renonce à participer aux Jeux olympiques de Pékin en raison de ses problèmes de dos persistants et qu'il met fin à sa carrière.

## Palmarès
- Jeux olympiques d'été
  -  Médaille d'or aux Jeux olympiques d'été de 1996
  -  Médaille d'argent aux Jeux olympiques d'été de 2000
- Championnats du monde d'athlétisme
  -  Médaille d'or aux Championnats du monde d'athlétisme 1991
  -  Médaille d'or aux Championnats du monde d'athlétisme 1993
  -  Médaille d'or aux Championnats du monde d'athlétisme 1995
  -  Médaille d'or aux Championnats du monde d'athlétisme 1997
  -  Médaille d'or aux Championnats du monde d'athlétisme 2001
  -  Médaille de bronze aux Championnats du monde d'athlétisme 1999
- Championnats d'Europe d'athlétisme
  -  Médaille d'or aux Championnats d'Europe d'athlétisme 1998

Il est onze fois champion d'Allemagne.

## Records
| Épreuve          | Performance | Lieu      | Date       |
| ---------------- | ----------- | --------- | ---------- |
| Lancer du disque | 71,50 m     | Wiesbaden | 3 mai 1997 |